# Эльберн, Франц
Франц Э́льберн (нем. Franz Elbern; 1 ноября 1910, Льеж, Бельгия — 23 февраля 2002, Кюдингхофен, Бонн, Северный Рейн-Вестфалия, Германия) — немецкий футболист, нападающий. Выступал за клуб «Бойель» и сборную Германии.

## Карьера
На протяжении всей карьеры Эльберн выступал за клуб «Бойель 06» из города Бонн.
В составе сборной Германии в 1936 году Франц Эльберн выступал на Олимпийских играх в Берлине. Он сыграл один матч против команды Люксембурга в котором забил гол.